# Saison 1 de Seinfeld
Chronologie
Saison 2
La première saison de Seinfeld, une sitcom américaine, est diffusée pour la première fois aux États-Unis par NBC entre le 5 juillet et le 21 juin 1990.

## Liste des épisodes

### Épisode pilote:La Douche froide
- The Seinfeld Chronicles (titre générique du pilote) était le titre prévu pour la série ; il n'a pas été retenu.
- L'actrice Lee Garlington apparaît dans le rôle de Claire, serveuse au café fréquenté régulièrement par Jerry et George. C’est la seule apparition de Lee Garlington. Elle a confié au Huffington Post qu'elle devait être la petite amie de Seinfeld, mais son contrat n'a pas été renouvelé. Selon le livre de Dennis Bjorklund Seinfeld, Référence: L’Encyclopédie complète avec biographies, profils de personnage et résumés d'épisodes, le personnage de Claire a été abandonné pour ajouter davantage de sex-appeal au seul rôle féminin. Cependant, Jason Alexander a confié à Access Hollywood que Lee Garlington n'avait pas été gardée car elle avait apporté plusieurs modifications à son texte dans le scénario de Larry David. Bien que le chef de NBC Entertainment, Warren Littlefield, ait confirmé plus tard que Lee Garlington avait peaufiné ses lignes, il a insisté sur le fait que le changement avait été effectué car ils avaient besoin d'un personnage plus féminin pour George et Jerry[1].
- Kramer, le voisin de Jerry,  se nomme Kessler dans ce seul épisode. Sa personnalité fait surface immédiatement : Jerry se moque de lui comme quoi il ne serait jamais sorti de l'immeuble depuis 10 ans !
- Le personnage de Elaine Benes n'apparaît pas dans l'épisode pilote.
- Cet épisode est entrecoupé de sketches de Jerry, mode qui va durer quelques épisodes, puis disparaître.
- Les tout premiers dialogues — des discussions entre Jerry et George — lancent le thème central de la série, « traiter de rien », en l'occurrence ici les boutons de la chemise de George puis le fait de sortir avec une femme.
- On apprend que Jerry exerce la profession de comédien de cabaret, que George travaille dans l'immobilier.
- La personnalité de George dans ce premier épisode n'est pas celle que l'on va pouvoir observer par la suite : il est beaucoup plus sûr de lui, plus lucide, il conseille Jerry, il n'est pas encore la caricature que l'on va apprendre à connaître...
- Éléments récurrents de la série apparaissant dans cet épisode : le fait que tous entrent chez Jerry sans frapper, les céréales.
- Dialogue notable (car cela reviendra) :
George: — In these matters, you never do what your instincts tell you. Always, always do the opposite!
Jerry : — This is how you operate?
George : — Yeah, I wish...
(— Pour ces choses-là, n'écoute jamais ton instinct, fais toujours, toujours le contraire ! — C'est comme ça que tu fais ? — Ouais, j'aimerais bien...)

### Épisode 2:Le Casse-pieds
- Dès ce véritable premier épisode de la première saison, le titre de la série est Seinfeld.
- Dès cet épisode, seuls quatre acteurs sont cités au générique de début : Jerry Seinfeld (dans son propre rôle), Julia Louis-Dreyfus (Elaine), Michael Richards (Kramer) et Jason Alexander as George (Costanza).
- En anglais, cet épisode est le seul à ne pas débuter par le mot The.
- On apprend que Jerry et Elaine sont proches amis après être sortis ensemble.
- Réplique notable de Jerry qui explique pourquoi, enfant, il était bon copain avec Joel :
— I would've been friends with Stalin if he had a ping-pong table!
(— J'aurais été ami avec Staline s'il avait eu une table de ping-pong.)

### Épisode 3:Jalousie
- On entend les pensées de Jerry de temps en temps, mode qui sera assez souvent utilisé dans la série.
- On fait la connaissance des parents de Jerry, Morty et Helen, personnages récurrents. L'acteur, Phil Burns, ne tiendra le rôle du père que dans cet épisode et sera remplacé.
- Dialogue notable (car cela reviendra dans la série) lorsque Jerry et George se cherchent une excuse pour leur présence dans le bâtiment où travaille cette femme :
George — To see me, I work in the building
Jerry : — What do you do?
George — I'm an architect!
Jerry : — You're an architect?
George : — I am not?
(— Pour me rencontrer, je travaille dans cet immeuble. — Et tu y fais quoi ? — Je suis un architecte ! — Tu es un architecte ? — Ah non ?!)

### Épisode 4:Le Cambriolage
- Kramer fait sa première entrée tonitruante dans l'appartement de Jerry.
- Kramer suit à la télévision Amour, Gloire et Beauté, un soap opera interminable (mal traduit dans les sous-titres du DVD en La Belle et le chauve alors que la version française s'intitule Top Models ou Amour, gloire et beauté).
- Le pile ou face permet au téléspectateur de faire connaissance avec la mauvaise foi (qui deviendra) légendaire de George.
- Réplique notable de Jerry qui, après le cambriolage, explique à Kramer (qui a laissé la porte ouverte) quel est le défaut principal de cette très chère serrure qu'il a fait installer à sa porte :
— It has only one design flaw: THE DOOR MUST BE CLOSED!
(— La serrure n'a qu'un seul défaut: LA PORTE DOIT ÊTRE FERMÉE !)

### Épisode 5:Les Joies de la bourse
- Une invention loufoque de Kramer pour remplacer les cravates salies.
- Trait de caractère typique de George : son comportement envers les pourboires.
- Éléments récurrents : Superman est cité pour la première fois.